# Physospermum gussoni
Physospermum gussoni är en flockblommig växtart som beskrevs av Mariano Lagasca y Segura. Physospermum gussoni ingår i släktet Physospermum och familjen flockblommiga växter. Inga underarter finns listade i Catalogue of Life.